# Niederwalgern

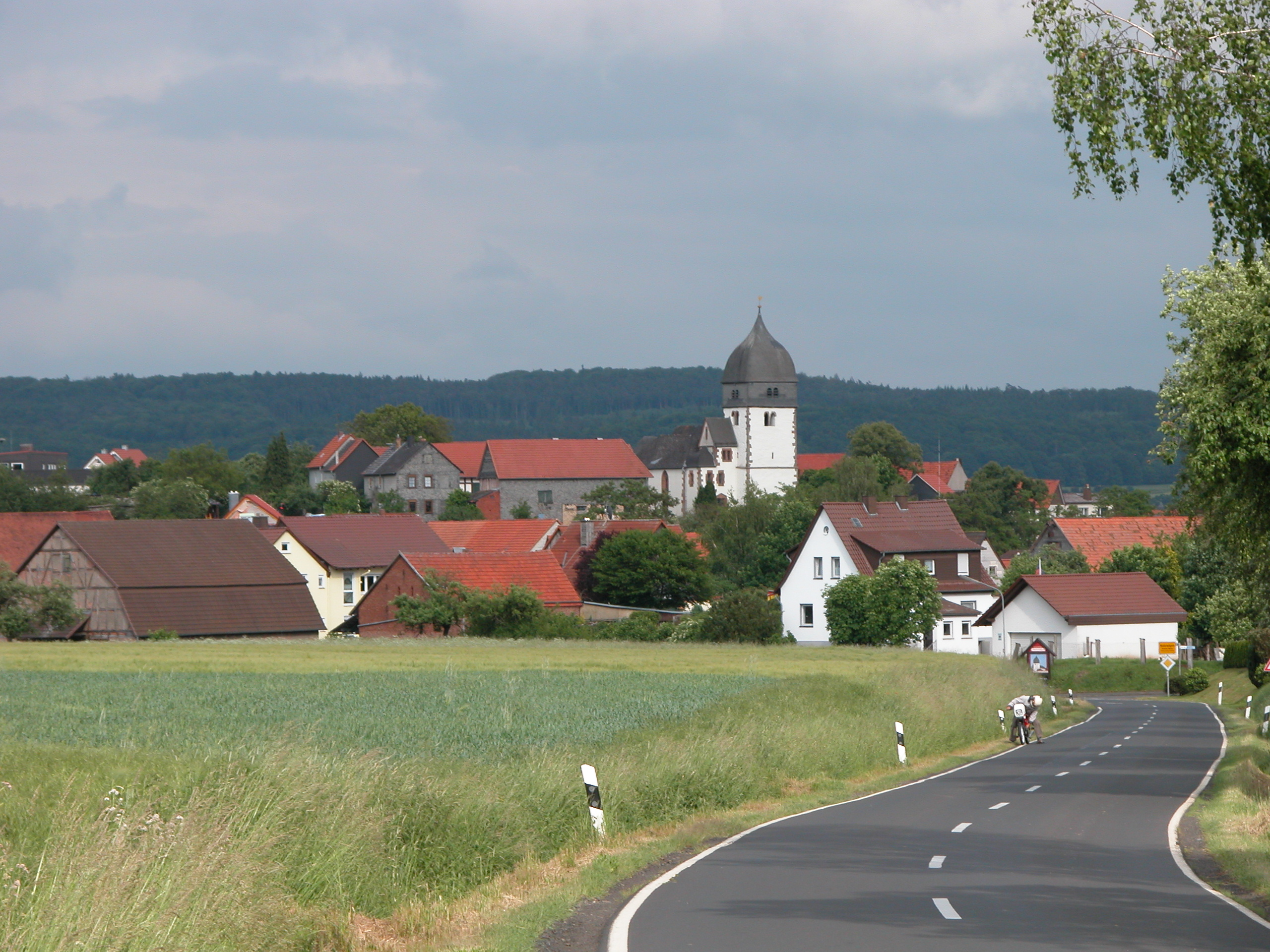
Ortseingang von der Landesstraße 3061

Niederwalgern ist ein Ortsteil der Gemeinde Weimar (Lahn) im mittelhessischen Landkreis Marburg-Biedenkopf mit zurzeit etwa 1400 Einwohnern. Der Ort liegt am Walgerbach.

## Geschichte

### Ortsgeschichte
Die älteste bekannte schriftliche Erwähnung von Niederwalgern erfolgte unter dem Namen Walangere marca im Lorscher Codes und wird in die Zeit 796–778 datiert.
Im Zuge der Gebietsreform in Hessen wurde die bis dahin selbständige Gemeinde Niederwalgern zum 1. Juli 1974 kraft Landesgesetz in die Großgemeinde Weimar (Lahn) eingemeindet. Für Niederwalgern wurde wie für die übrigen Ortsteile ein Ortsbezirk mit Ortsbeirat und Ortsvorsteher eingerichtet.

### Verwaltungsgeschichte im Überblick
Die folgende Liste zeigt die Staaten und Verwaltungseinheiten, denen Niederwalgern angehört(e):
- vor 1567: Heiliges Römisches Reich, Landgrafschaft Hessen, Gericht Reizberg[7]
- ab 1567: Heiliges Römisches Reich, Landgrafschaft Hessen-Marburg, Amt Fronhausen[8]
- 1604–1648: Heiliges Römisches Reich, strittig zwischen Landgrafschaft Hessen-Darmstadt und Landgrafschaft Hessen-Kassel (Hessenkrieg), Gericht Reizberg
- ab 1648: Heiliges Römisches Reich, Landgrafschaft Hessen-Kassel, Amt Fronhausen
- ab 1797: Heiliges Römisches Reich, Landgrafschaft Hessen-Kassel, Amt Fronhausen
- ab 1806: Landgrafschaft Hessen-Kassel, Amt Fronhausen
- 1807–1813: Königreich Westphalen, Departement der Werra, Distrikt Marburg, Kanton Lohra
- ab 1815: Kurfürstentum Hessen, Amt Fronhausen[9]
- ab 1821: Kurfürstentum Hessen, Provinz Oberhessen, Kreis Marburg[10][Anm. 2]
- ab 1848: Kurfürstentum Hessen, Bezirk Marburg
- ab 1851: Kurfürstentum Hessen, Provinz Oberhessen, Kreis Marburg
- ab 1867: Königreich Preußen, Provinz Hessen-Nassau, Regierungsbezirk Kassel, Kreis Marburg
- ab 1871: Deutsches Reich, Königreich Preußen, Provinz Hessen-Nassau, Regierungsbezirk Kassel, Kreis Marburg
- ab 1918: Deutsches Reich, Freistaat Preußen, Provinz Hessen-Nassau, Regierungsbezirk Kassel, Kreis Marburg
- ab 1944: Deutsches Reich, Freistaat Preußen, Provinz Kurhessen, Landkreis Marburg
- ab 1945: Amerikanische Besatzungszone, Groß-Hessen, Regierungsbezirk Kassel, Landkreis Marburg
- ab 1946: Amerikanische Besatzungszone, Hessen, Regierungsbezirk Kassel, Landkreis Marburg
- ab 1949: Bundesrepublik Deutschland, Hessen, Regierungsbezirk Kassel, Landkreis Marburg
- ab 1974: Bundesrepublik Deutschland, Regierungsbezirk Kassel, Landkreis Marburg-Biedenkopf, Gemeinde Weinmar[Anm. 3]

### Gerichte seit 1821
Mit Edikt vom 29. Juni 1821 wurden in Kurhessen Verwaltung und Justiz getrennt. Der Kreis Marburg war für die Verwaltung und das Justizamt Fronhausen war als Gericht in erster Instanz für Niederwalgern zuständig. Nach der Annexion Kurhessens durch Preußen 1866 erfolgte am 1. September 1867 die Umbenennung des bisherigen Justizamtes in Amtsgericht Fronhausen. Das Amtsgericht Fronhausen wurde 1943 geschlossen. Es wurde zunächst als Zweigstelle des Amtsgerichts Marburg geführt und 1948 endgültig aufgelöst. Der Gerichtsbezirk wurde dem Amtsgericht Marburg zugeordnet.

## Bevölkerung

### Einwohnerstruktur 2011
Nach den Erhebungen des Zensus 2011 lebten am Stichtag dem 9. Mai 2011 in Niederwalgern 1419 Einwohner. Darunter waren 33 (= 2,3 %) Ausländer. Nach dem Lebensalter waren 267 Einwohner unter 18 Jahren, 612 zwischen 18 und 49, 297 zwischen 50 und 64 und 243 Einwohner waren älter. Die Einwohner lebten in 618 Haushalten. Davon waren 180 Singlehaushalte, 150 Paare ohne Kinder und 219 Paare mit Kindern, sowie 57 Alleinerziehende und 9 Wohngemeinschaften. In 105 Haushalten lebten ausschließlich Senioren und in 426 Haushaltungen lebten keine Senioren.

### Einwohnerentwicklung
| Quelle: | Historisches Ortslexikon |
| • 1494: | 3 landgräfliche Pflüge mit 11 Bauern, 2 Einläuftige.                                                                         |
| • 1585: | 24 Hausgesesse |
| • 1630: | 24 Hausgesesse (davon 2 Witwen). 1 vierspänniger, 1 dreispännige, 10 zweispännige, 2 einspännige Ackerleute, 10 Einläuftige. |
| • 1681: | 24 hausgesessene Mannschaften                                                                                                |
| • 1838: | Familien: 34 nutzungsberechtigte, 4 nicht nutzungsberechtigte Ortsbürger, 8 Beisassen                                        |

| Niederwalgern: Einwohnerzahlen von 1746 bis 2011 | Niederwalgern: Einwohnerzahlen von 1746 bis 2011 | Niederwalgern: Einwohnerzahlen von 1746 bis 2011 | Niederwalgern: Einwohnerzahlen von 1746 bis 2011 | Niederwalgern: Einwohnerzahlen von 1746 bis 2011 |
| --- | ------------------------------------------------ | ------------------------------------------------ | ------------------------------------------------ | ------------------------------------------------ |
| Jahr |                                                  |                                                  |                                                  | Einwohner                                        |
| 1746 | 1746                                             |                                                  | 213                                              | 213                                              |
| 1800 | 1800                                             |                                                  | ?                                                | ?                                                |
| 1834 | 1834                                             |                                                  | 275                                              | 275                                              |
| 1840 | 1840                                             |                                                  | 291                                              | 291                                              |
| 1846 | 1846                                             |                                                  | 316                                              | 316                                              |
| 1852 | 1852                                             |                                                  | 337                                              | 337                                              |
| 1858 | 1858                                             |                                                  | 369                                              | 369                                              |
| 1864 | 1864                                             |                                                  | 377                                              | 377                                              |
| 1871 | 1871                                             |                                                  | 395                                              | 395                                              |
| 1875 | 1875                                             |                                                  | 408                                              | 408                                              |
| 1885 | 1885                                             |                                                  | 422                                              | 422                                              |
| 1895 | 1895                                             |                                                  | 449                                              | 449                                              |
| 1905 | 1905                                             |                                                  | 482                                              | 482                                              |
| 1910 | 1910                                             |                                                  | 526                                              | 526                                              |
| 1925 | 1925                                             |                                                  | 587                                              | 587                                              |
| 1939 | 1939                                             |                                                  | 682                                              | 682                                              |
| 1946 | 1946                                             |                                                  | 957                                              | 957                                              |
| 1950 | 1950                                             |                                                  | 982                                              | 982                                              |
| 1956 | 1956                                             |                                                  | 965                                              | 965                                              |
| 1961 | 1961                                             |                                                  | 1.054                                            | 1.054                                            |
| 1967 | 1967                                             |                                                  | 1.095                                            | 1.095                                            |
| 1980 | 1980                                             |                                                  | ?                                                | ?                                                |
| 1990 | 1990                                             |                                                  | ?                                                | ?                                                |
| 2000 | 2000                                             |                                                  | 1.450                                            | 1.450                                            |
| 2005 | 2005                                             |                                                  | 1.465                                            | 1.465                                            |
| 2010 | 2010                                             |                                                  | 1.402                                            | 1.402                                            |
| 2011 | 2011                                             |                                                  | 1.419                                            | 1.419                                            |
| Datenquelle: Historisches Gemeindeverzeichnis für Hessen: Die Bevölkerung der Gemeinden 1834 bis 1967. Wiesbaden: Hessisches Statistisches Landesamt, 1968. Weitere Quellen: LAGIS; nach 1970: Gemeinde Weimar:; Zensus 2011 |                                                  |                                                  |                                                  |                                                  |

### Historische Religionszugehörigkeit
| Quelle: | Historisches Ortslexikon                                                     |
| • 1861: | 381 evangelisch-lutherische, 5 evangelisch-reformierte Einwohner             |
| • 1885: | 422 evangelische (= 100,00 %) Einwohner                                      |
| • 1961: | 928 evangelische (= 88,05 %), 112 römisch-katholische (= 10,63 %) Einwohner. |

### Erwerbstätigkeit
| Quelle: | Historisches Ortslexikon |
| • 1746: | Erwerbspersonen: 5 Schmiede (nur Eigenbedarf), 5 Leineweber, ein Wagner, ein Bender, ein Maurer, ein Weißbinder, ein Korbmacher, ein Wirt, zwei Schlachter, eine Strick- und Näherin, 9 Tagelöhner(-innen). |
| • 1838: | Familien: 27 Ackerbau, 5 Gewerbe, 21 Tagelöhner. |
| • 1961: | Erwerbspersonen: 139 Land- und Forstwirtschaft, 177 Produzierendes Gewerbe, 106 Handel und Verkehr, 75 Dienstleistungen und Sonstiges.                                                                      |

## Politik
Ortsvorsteher von Niederwalgern ist Hans Heinrich Heuser (CDU).

## Kultur und Sehenswürdigkeiten

### Bauwerke
Wichtigste Sehenswürdigkeit Niederwalgerns ist die historische Wehrkirche im Ortskern.

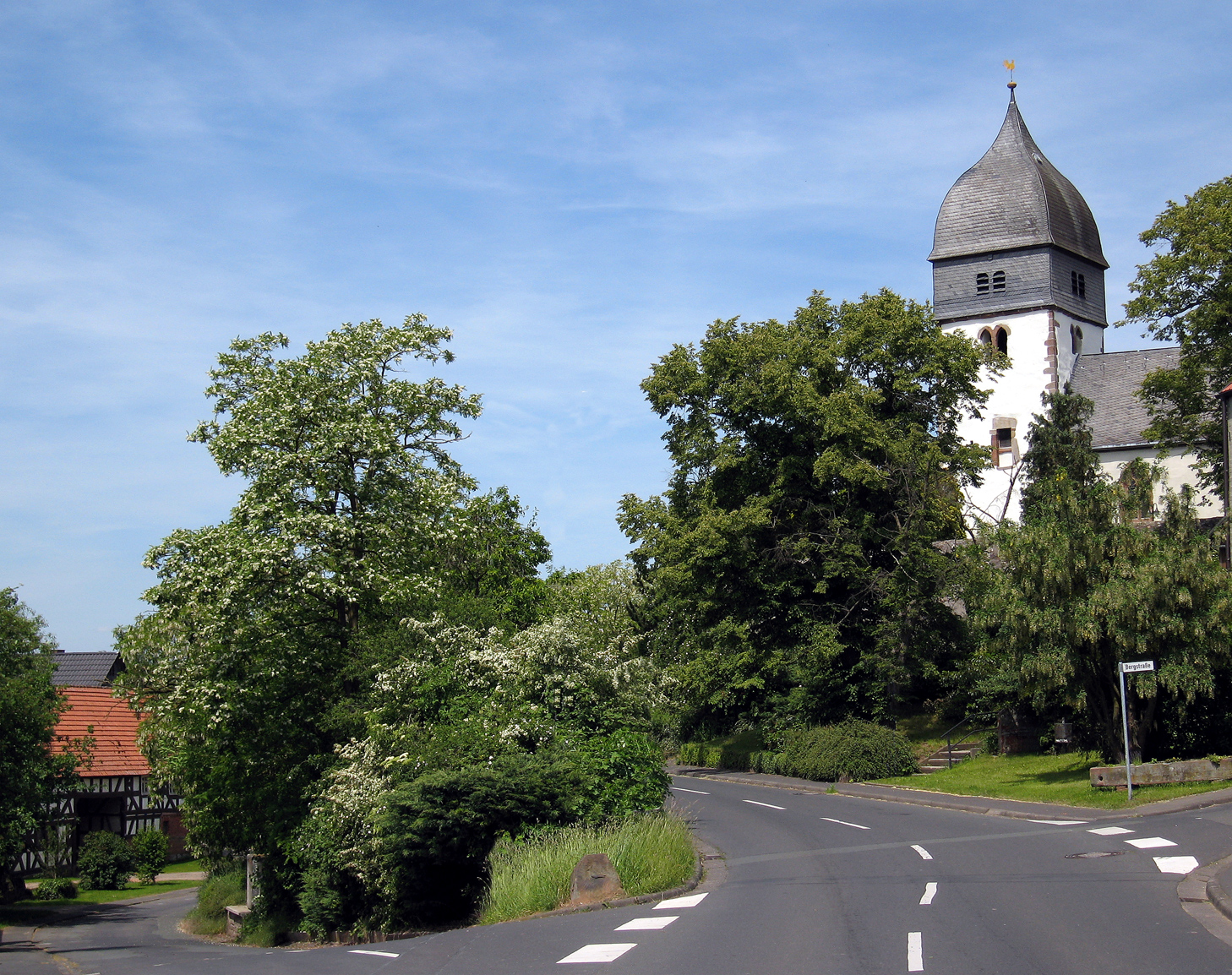
Der alte Ortskern
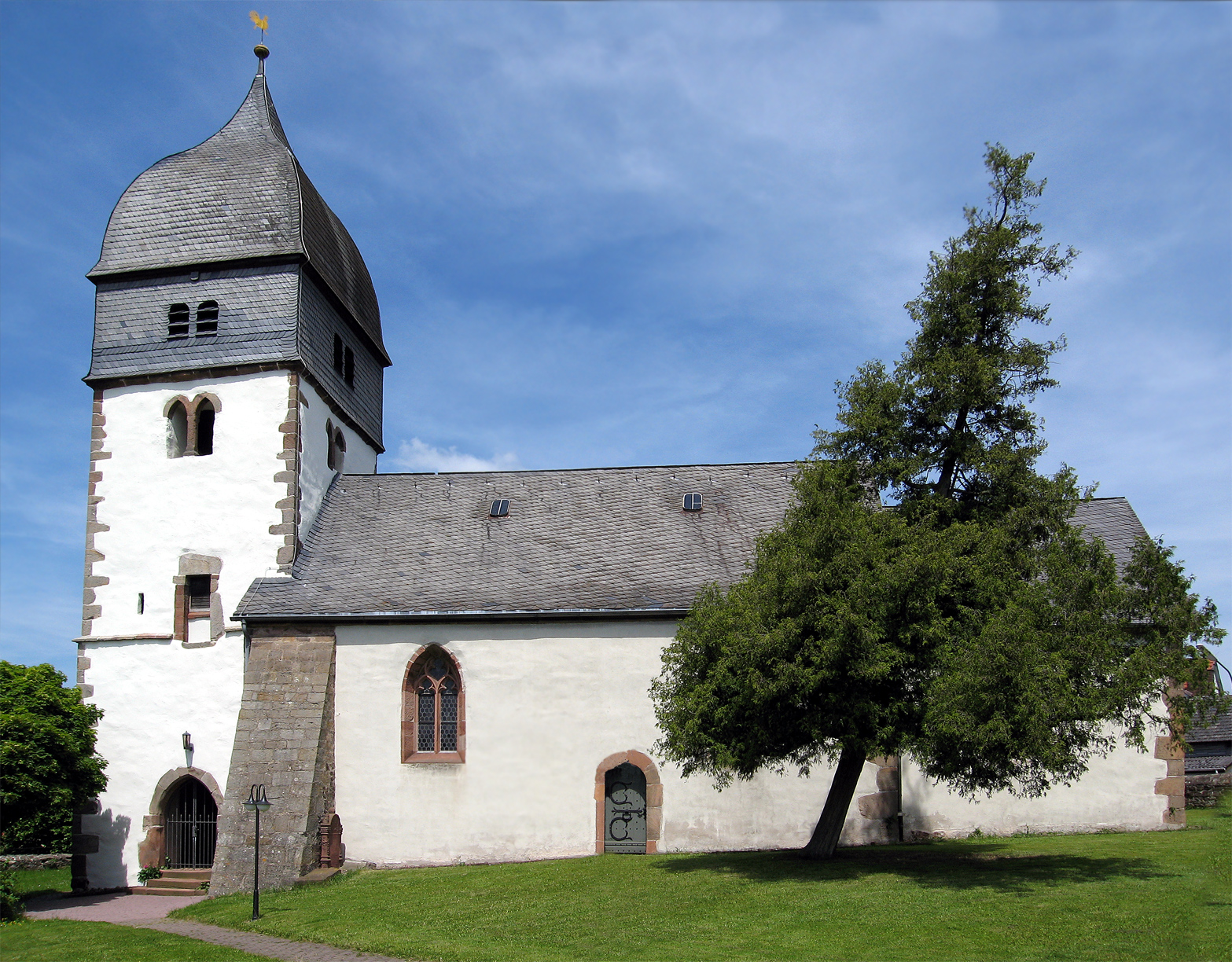
Die Wehrkirche
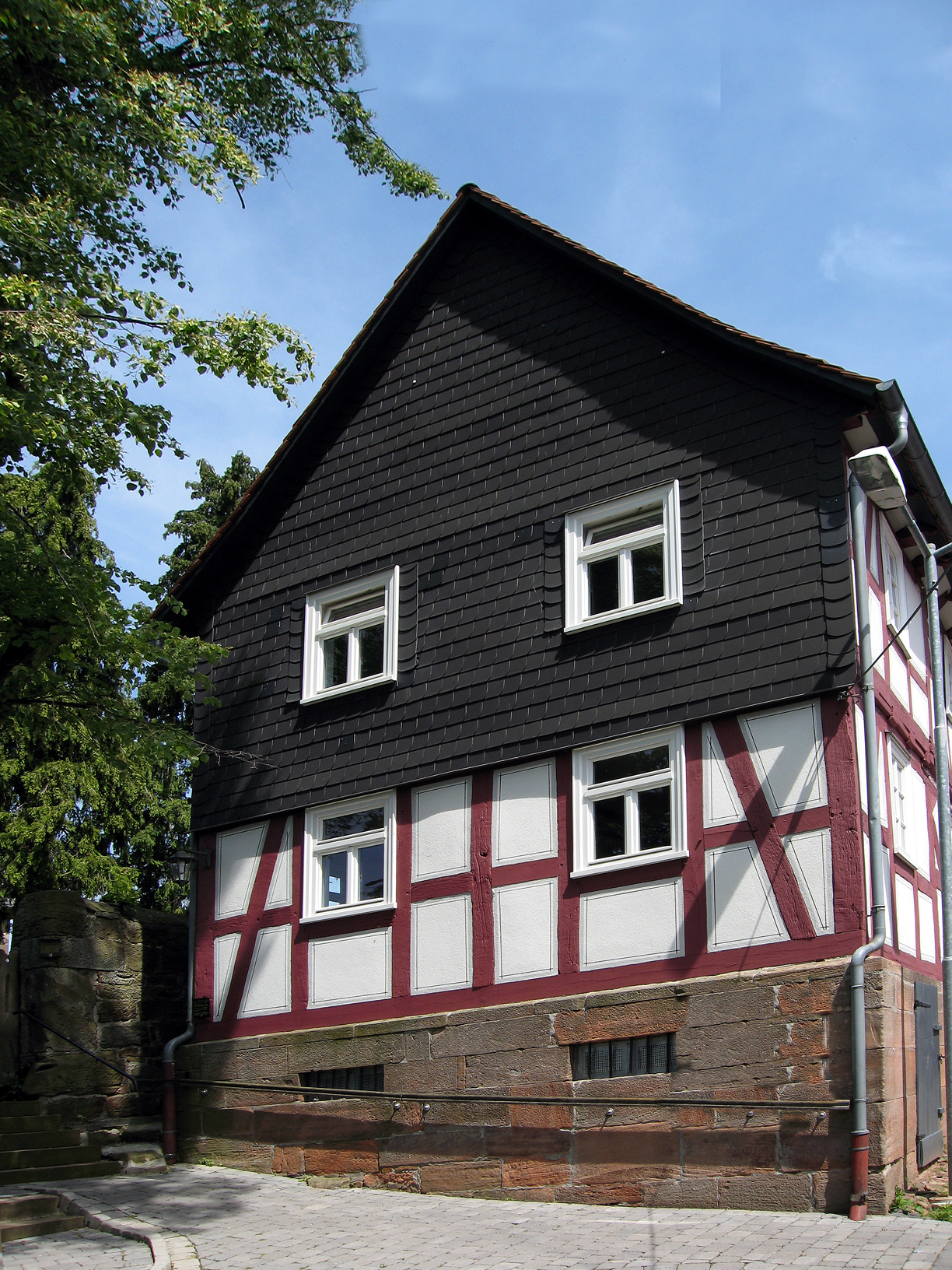
Die alte Dorfschule

### Vereine
Niederwalgern und Wenkbach haben zusammen eine Sportgemeinde (SG), die am 27. Oktober 1972 nach dem Zusammenschluss des TSV Niederwalgern 1907 und des Tuspo 05 Wenkbach entstand. Neben einer Fußballabteilung, die inzwischen zusammen mit dem SC Roth/Argenstein in einer Fußballspielgemeinschaft als FSG Südkreis am Spielbetrieb teilnimmt und einen Teil seiner Heimspiele auf dem Hartplatz in Niederwalgern austrägt, bestehen auch eine Tennis-, eine Basketball- und eine Turnabteilung.
Die Burschenschaft „Fidelia 1922“ kümmert sich um die Dorfjugend und deren Zusammenhalt. Außerdem richtet sie die Kirmes in Niederwalgern aus, die jedes dritte Septemberwochenende stattfindet.
Aus kultureller Sicht tragen mehrere Chöre zur musikalischen Gestaltung des Dorflebens bei. Dazu zählen der Gemischte Chor „Liedertafel“ Niederwalgern, der Kirchen- sowie der Posaunenchor der Pfarrgemeinde Niederwalgern und der „Junge Chor N-Joy“.

### Regelmäßige Veranstaltungen
In Niederwalgern findet unter anderem jedes Jahr im September eine Zeltkirmes statt. Außerdem wird in der Großsporthalle in Niederwalgern mit dem Bitburger-Intersport-Begro-Cup jedes Jahr eines der größten Hallenfußball-Turniere Mittelhessens veranstaltet.
Jedes Jahr wird ein Flohmarkt zusammen mit der Gesamtschule und dem Verein zur Förderung Niederwalgern e. V. veranstaltet. 2007 fand er am 30. Juni am Krummbogen statt. In der fünften Jahreszeit wird der Karnevalsclub Niederwalgern aktiv und richtet eine Karnevalssitzung aus. Die Veranstaltung findet am Wochenende vor der eigentlichen Fastnachtswoche statt (genau neun Tage vor Rosenmontag).

## Wirtschaft und Infrastruktur

### Öffentliche Einrichtungen

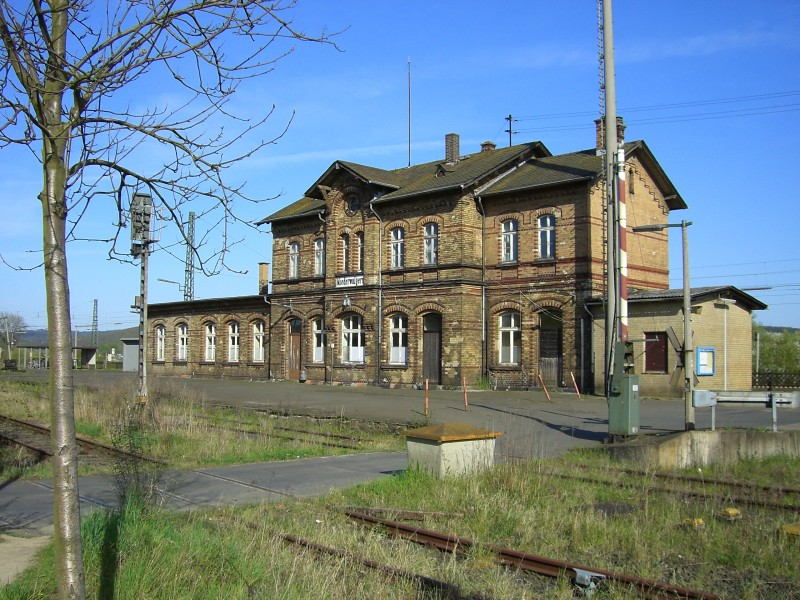
Der Bahnhof Niederwalgern

Die Gesamtschule Niederwalgern (GSN) ist eine der wichtigsten Schulen im Süden des Landkreises Marburg-Biedenkopf. Zusammen mit vier anderen Gesamtschulen im Landkreis bildet die GSN einen Schulverbund mit dem Gymnasium Philippinum in Marburg. Außerdem gibt es in Niederwalgern einen Kindergarten.

### Verkehr
Hauptverkehrsstraße durch Niederwalgern ist die Landesstraße 3093, die den Ort mit der Bundesstraße 255 und der Gemeinde Fronhausen verbindet. Niederwalgern liegt an der Main-Weser-Bahn. Am Bahnhof Niederwalgern, der auf der Grenze zum Nachbarort Wenkbach liegt, halten sowohl Regionalbahnen wie auch Regionalexpress-Züge.
Am Bahnhof Niederwalgern zweigte früher die Aar-Salzböde-Bahn ab, die durchs südliche hessische Hinterland nach Herborn führte.

## Persönlichkeiten
- Heinrich Lauer (1816–1896), Landwirt und Mitglied der kurhessischen Ständeversammlung